# Veloroute 6 (Hamburg)

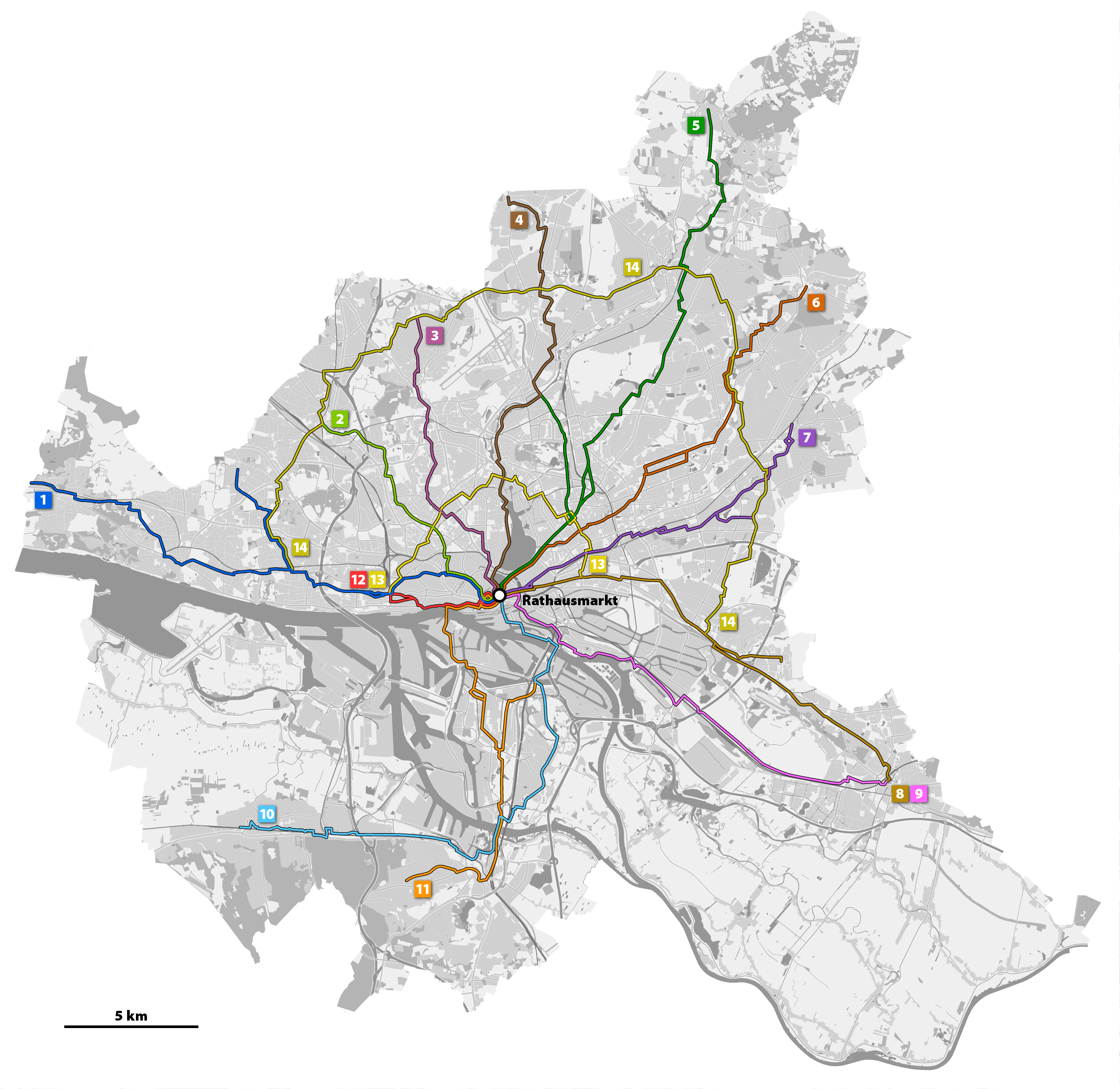
Karte der Hamburger Velorouten, Route 6 in Rotbraun

Die Veloroute 6 war eine der vierzehn Velorouten in Hamburg. Sie führte vom Rathausmarkt in der Hamburger City 18 Kilometer lang Richtung Nordosten über Hohenfelde, Dulsberg, Farmsen-Berne nach Volksdorf.
Mit der Umstrukturierung des Radwegenetzes von Hamburg und dem Ende der Velorouten wurde die Strecke durch die Radroute 6 ersetzt.

## Verlauf

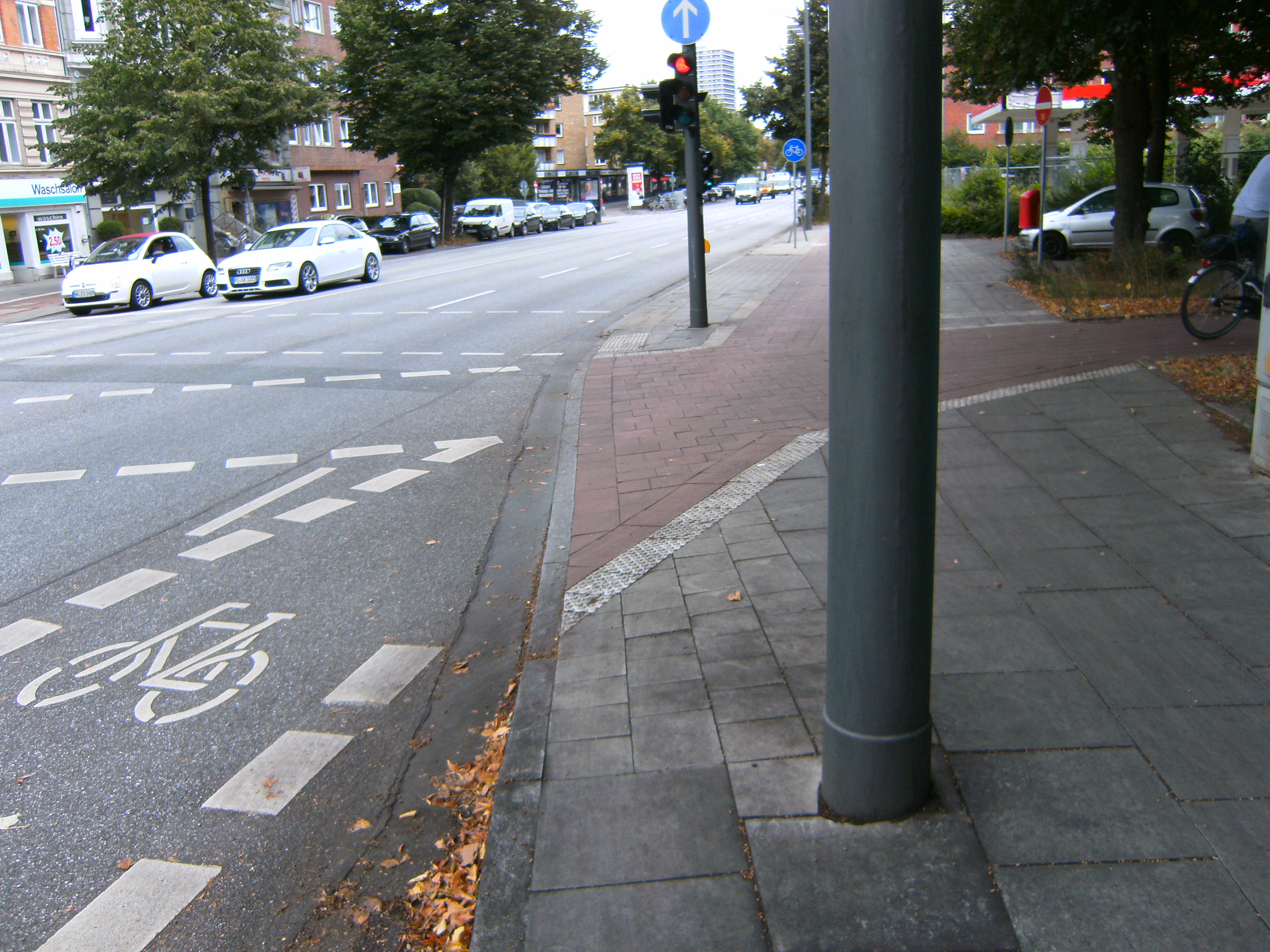
Veloroute 5 (Hamburg) stadtauswärts. Mundsburger Damm/Ecke Hartwicusstraße. Abzweig der Veloroute 6 (Hamburg)

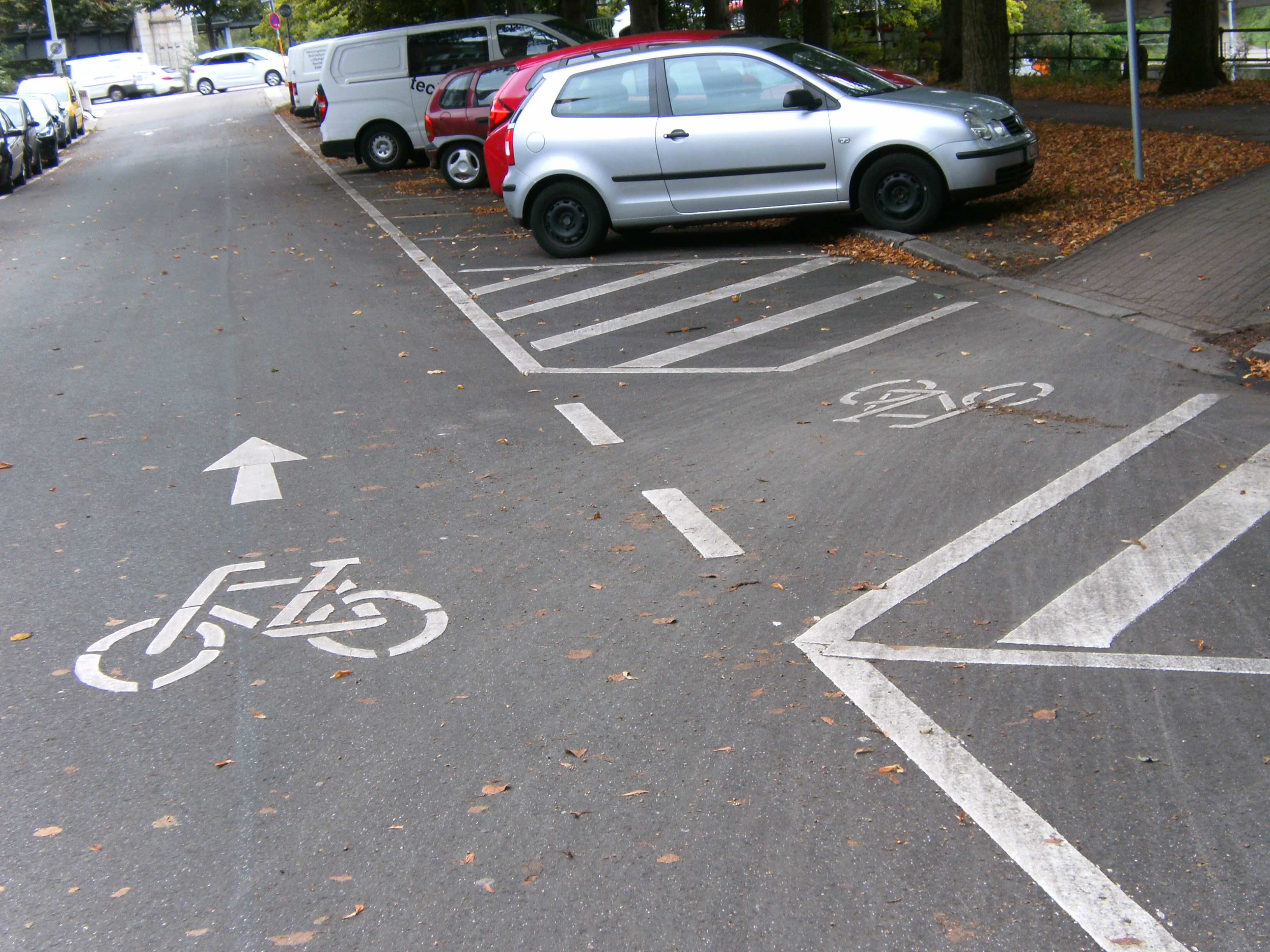
Veloroute 6 (Hamburg) stadtauswärts. Hartwicusstraße: Abzweig zur Unterfahrung der Kuhmühlenbrücke

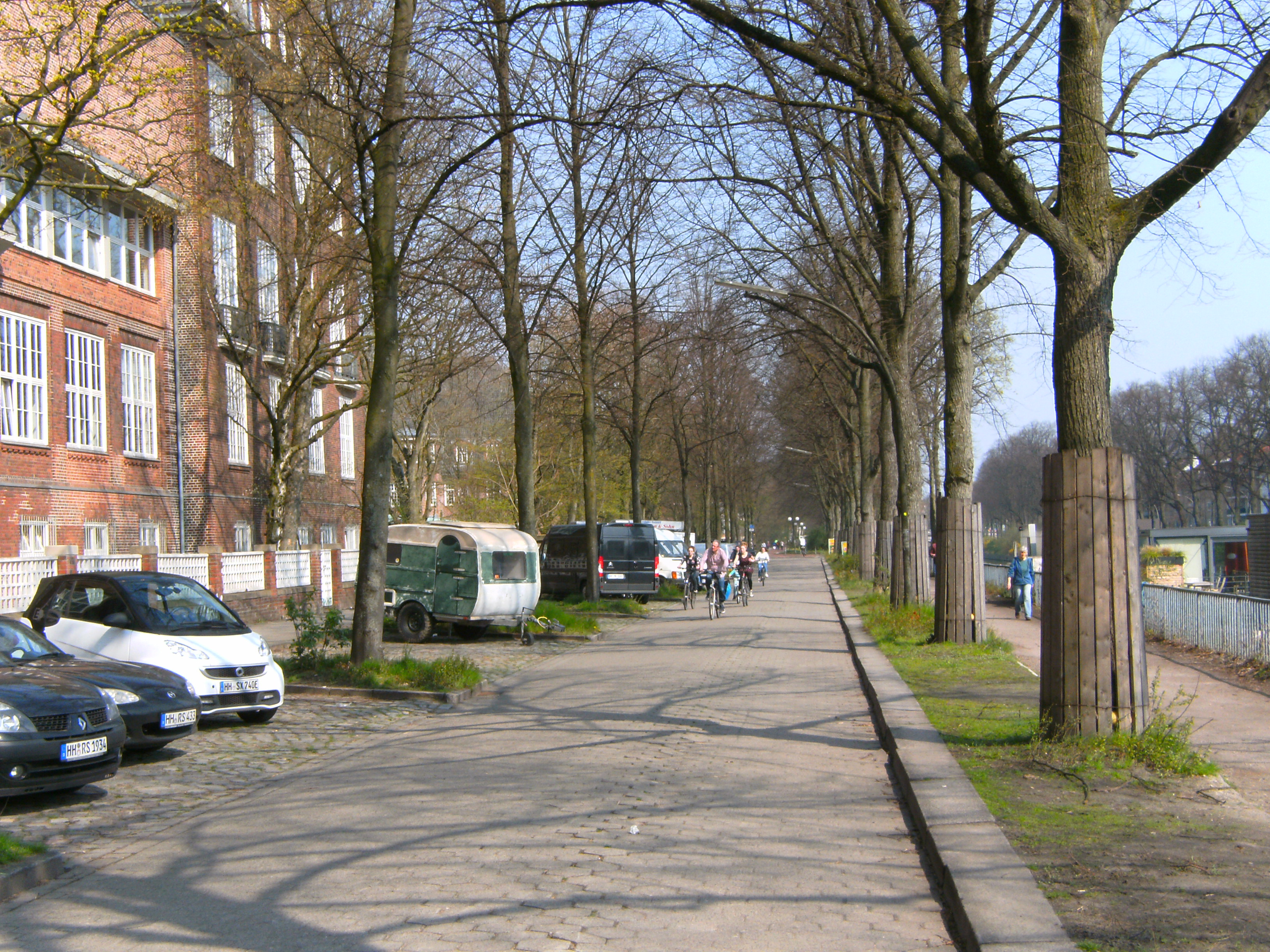
Hamburg, Uferstraße, Höhe Hochschule für Bildende Künste: Veloroute 6

Vom Rathaus verliefen die Veloroute 5 sowie die Veloroute 6 gemeinsam an der Binnenalster, der Hamburger Kunsthalle und der Außenalster bis zur Mundsburger Brücke. Ab Mundsburger Brücke zweigte die Veloroute 6 in die Hartwicusstraße ab. Die Veloroute 5 ging weiter geradeaus.
Die Veloroute 6 führte dann entlang am Mundsburger Kanal, Kuhmühlenteich, Eilbekkanal und der Eilbek als breite Fahrradstraße. Die Kuhmühlenbrücke wurde unterfahren. Die Querung der Kreuzung Lerchenfeld war durch Ampel geregelt. An der Kreuzung mit der Richardstraße und der Wagnerstraße hatte der Radverkehr keine Vorfahrt. Die Querung der Von-Essen-Straße in einer Kurve wurde durch Durchgangsverkehr behindert. Ab S-Bahnhof Friedrichsberg führte die Route über Dulsberg, U-Bahnhof Wandsbek-Gartenstadt, Farmsen-Berne und endete am U-Bahnhof Volksdorf.

## Filme
- Veloroute Hamburg 6 bei veloroute.hamburg